# Альтажен
Альтаже́н (фр. Altagène, корс. Altaghjè) — коммуна во Франции, находится в регионе Корсика. Департамент коммуны — Южная Корсика. Входит в состав кантона Таллано-Скопамене. Округ коммуны — Сартен.
Код INSEE коммуны — 2A011.

## Население
Население коммуны на 2008 год составляло 51 человек.
| 1962 | 1968 | 1975 | 1982 | 1990 | 1999 | 2008 |
| ---- | ---- | ---- | ---- | ---- | ---- | ---- |
| 46   | 63   | 56   | 45   | 30   | 41   | 51   |

## Экономика
В 2007 году среди 34 лиц в трудоспособном возрасте (15—64 лет) 23 были экономически активными, 11 — неактивными (показатель активности — 67,6 %, в 1999 году было 45,0 %). Из 23 активных работало 19 человек (11 мужчин и 8 женщин), безработных было 4 (1 мужчина и 3 женщины). Среди 11 неактивных 2 человека были учениками или студентами, 6 — пенсионерами, 3 были неактивными по другим причинам.